# 松浦進二
松浦 進二（まつうら しんじ、1964年2月15日 - ）は、バドミントン指導者、元選手。

## 来歴
滋賀県出身。小学生時代は野球少年で中学でも続けるつもりが進学予定の中学に野球部が無く、野球部のチームメイトに誘われて、何時辞めてもいい腹づもりでバドミントンを始めた。
1979年4月、滋賀県立草津高等学校に進学し、1981年、第32回インターハイ、男子シングルス準優勝。しかし、当時、松浦は大学進学の誘いを断り、地元の滋賀で就職する予定だったが、当時の法政大学の監督が熱心に誘われた結果、同大社会学部社会学科に進学し、当時：日川高校のライバルであった、同じ学校に進学した松野修二と男子ダブルスでペアを組み、全日本総合バドミントン選手権大会で、1983年に優勝。1986年3月、同大学卒業後、ヨネックスに就職。1986年の全日本社会人では西山博司（NTT東京）と男子ダブルスに出場し優勝。同年から1993年迄、再び松浦とダブルスコンビを組み、全日本総合では8連覇を果たす。また、1988年、1990年はシングルスでも優勝している。
翌年から、ヨネックスを退職し、先物取引会社のフジチューに移籍。1987年から松浦とのコンビで全日本社会人の男子ダブルスは6連覇を果たす。同年、ジャパンオープン、全英オープンでは男子ダブルスベスト4、1988年のソウルオリンピックでは、オリンピック公開競技として開催されたバドミントン種目で松野とのペアで男子ダブルスに出場し、銅メダルを獲得。1990年、ジャパンオープン男子ダブルスベスト4。
1992年からオリンピックの正式種目となり、バルセロナオリンピックでは5位入賞を果たした。
引退後は1995年から日本代表の男子監督に就任し、1996年のアトランタオリンピックにコーチとして日本選手団に同行。1997年で日本代表監督を退任し、2001年から再び代表監督に就任し、2004年迄務めた。
2009年3月より新潟県新発田市に転居し、敬和学園大学のバドミントン部監督に就任。一時期は同大学の広報職員を担当。同年、新潟で結婚した。後に同大学の人文学部特任准教授に就任した。

## 番組出演

### テレビ
- ものづくり日本の奇跡（TBSテレビ） - 2016年9月3日
- 知りたがり!（フジテレビ） - 2012年8月3日